# Одностатеві шлюби в Уругваї
Одностатеві шлюби був легалізований в Уругваї 5 серпня 2013 року. Законопроєкт для легалізації був прийнятий палатою депутатів 12 грудня 2012 року в результаті голосування 81 голос проти 6. Законопроєкт з поправками був схвалений Палатою депутатів в 71 голосів проти 21 10 квітня і був підписаний Президентом 3 травня 2013 року. Уругвай є однією з п'ятнадцяти країн світу, що легалізувати одностатеві шлюби.

## Історія

### Цивільний союз
З 1 січня 2008 року, Уругвай став першою латиноамериканською країною, де був національний закон про Цивільний союз під назвою «Ley de Unión Concubinaria». Законопроєкт для легалізації, запропонований сенатором Перковіч з Широкого фронту, був прийнятий до Палата депутатів на 29 листопада 2007 року, а після був прийнятий в подібній формі в Сенаті в 2006 році. Законопроєкт був прийнятий обома палатами в тому ж вигляді 19 грудня і підписаний в закон президентом Табаре Васкес 27 грудня. Він набрав чинності 1 січня 2008 року. Перший союз був укладений 17 квітня 2008 року.
Після затвердження законопроєкту коли, як одностатеві і різностатеві пари можуть увійти в громадянський союз (unión concubinaria) після того як вони живуть разом протягом не менше п'яти років, і мають право на найбільші з переваг, які отримують подружні пари, в тому числі право на соціальне забезпечення, право спадкування та спільного володіння товарів та майна.
Підтримуваний урядом законопроєкт дозволяє одностатевим парам всиновлювати дітей, що обговорювалося в національному парламенті навесні 2008 року, отримавши підтримку президента Васкес і запеклий опір з боку Католицької церкви. Законопроєкт був схвалений Палатою депутатів 27 серпня 2009 року в 40 голосів проти 13 і Сенатом 9 вересня 2009 року в 17 голосів проти 6. Таким чином, Уругвай став першою країною в Південній Америці, де одностатеві пари можуть спільно усиновити дитину.

### Одностатеві шлюби
На 25 травня 2009 року Сенатор Перковіч сказала, що якщо Широкий фронт переможе на національних виборах в жовтні 2009 року то введе законопроєкт про одностатеві шлюби. У жовтні Широкий фронт отримав абсолютну більшість в обох палатах і Хосе Мухіка, кандидат Широкого фронту в президенти, переміг на президентських виборах 29 листопада 2009 року, а в липні 2010 року законодавці правлячої партії Широкого фронту оголосили про плани представити законопроєкт, який дозволить одностатеві шлюби. 25 липня 2010 року, колишній президент Хуліо Маріа Сангінетті з Колорадо партії заявив про свою підтримку легалізації одностатевих шлюбів. Інші колишні президент і нинішній сенатор Луїс Альберто Лакальє з Національної партії заявив, що вони в опозиції.
У квітні 2011 року Себастьян Сабіни, законодавець Руху народного участі, одна із сторін, які перебувають на широкому фронті, представив законопроєкт, що дозволяє одностатевим парам одружуватися. Законопроєкт був офіційно представлений палаті депутатів 6 вересня 2011 року.
У червні 2012 року судовий суд в Уругваї визнав іноземні одностатеві шлюби. Правляча партія також заявила, що місцеві закони вже дозволяють одностатеві шлюби, навіть якщо вони не говорять цього, так і, що уругвайці, які виходять заміж за кордоном можуть піти до судді і їх шлюб визнається відповідно уругвайським законодавством However, that ruling was appealed..
У червні 2012 року міністр освіти і культури заявив, що проєкт з легалізації одностатевих шлюбів в країні буде обговорюватися в парламенті до кінця 2012 року. 4 липня 2012 року, палата Конституційного-юридичної комісії депутатів почала дискусію з цього питання The committee initially approved the bill on November 28, 2012. On December 5, the committee amended the bill and gave its final approval..
12 грудня Палата депутатів схвалила законопроєкт з 81 голосів до 87 присутніх депутатів і направило його в Сенат. 19 березня 2013 року, Комітет Сенату у справах конституційних і законодавчих справ прийняв законопроєкт з деякими незначними поправками.
Сенат схвалив змінений законопроєкт 2 квітня 2013 року, в 23 голоси з 8. 10 квітня 2013 року, Палата депутатів схвалила виправлений законопроєкт в 71 голосів проти 21. 3 травня він був підписаний Президентом і набув чинності 5 серпня 2013 року.

## Громадська думка
Опитування «Factum», проведеного в листопаді 2011 року, показало, що 52 % уругвайців підтримали одностатеві шлюби, 32 % були проти, 10 % були нейтральними і 6 % не мали власної думки з цього приводу.
За опитуванням «CIFRA», проведеного в період з 29 листопада по 6 грудня 2012 року, 53 % з уругвайців підтримують одностатеві шлюби, 32 % були проти і 15 % не мали власної думки.
Інше опитування від «Cifra», проведеного в період з 22 лютого по 4 березня 2013 року, показало, що 54 % уругвайців підтримали одностатеві шлюби, 32 % були проти, 9 % не змогли відповісти, 4 % не мали власної думки.